# Pagurus kennerlyi
Pagurus kennerlyi är en kräftdjursart som först beskrevs av William Stimpson 1864.  Pagurus kennerlyi ingår i släktet Pagurus och familjen eremitkräftor. Inga underarter finns listade i Catalogue of Life.